# Enrico Carboni Boj
Enrico Carboni Boj (Cagliari, 26 luglio 1852 – Cagliari, 18 aprile 1925) è stato un politico italiano.

## Biografia
Laureato in giurisprudenza, avvocato penalista nella sua città, nel 1886 viene nominato professore incaricato di Scienza delle finanze e Diritto finanziario nell'ateneo cagliaritano. Mantiene la cattedra fino al 1890, quando viene eletto consigliere provinciale di Cagliari, carica che mantiene fino al 1898. Durante il mandato provinciale è tra i promotori dell'istituzione della linea Civitavecchia-Olbia ed entra nella proprietà del quotidiano l'Unione Sarda, del quale diviene successivamente proprietario.